# 横浜国立大学経営学部
横浜国立大学経営学部（よこはまこくりつだいがくけいえいがくぶ、英称:College of Business Administration）は、横浜国立大学に設置される学部の一つである。

## 概要
横浜国立大学経営学部は、横浜高等商業学校を前身とする横浜国立大学経済学部の経営学科が、1967年に独立して設立された学部である。設置されている学科は経営学科1学科のみで、マネジメント分野、アカウンティング分野、マネジメント・サイエンス分野の3分野の教育を行う。また、経済学を副専攻とする経済学部との共同教育プログラムGlobal Business and Economics教育プログラム（GBEEP）も開設されていたが、現在は一時中止され、2023年にリニューアルされている。。

## 沿革
- 1923年 - 横浜高等商業学校を設立[3]。
- 1949年 - 新制横浜国立大学経済学部が発足[3]。
- 1967年 - 経済学部経営学科が経営学部として独立[3]。
- 1972年 - 大学院経営学研究科を設置[3]。
- 1974年 - 南区清水ヶ丘から保土ケ谷区の常盤台キャンパスに移転[3]。
- 1999年 - 大学院経営学研究科、経済学研究科、国際経済法学研究科、国際開発研究科を統合し大学院国際社会科学研究科を設立[3]。
- 2004年 - 横浜ビジネススクールを開設[3]。
- 2013年 - 大学院国際社会科学研究科を研究組織と教育組織に分離し、大学院国際社会科学研究院および国際社会科学府を設置[3]。

## 学科
- 経営学科[4]
  - 入学定員287人[4]

## 関連大学院
- 横浜国立大学大学院国際社会科学研究院（研究組織）・国際社会科学府（教育組織）
  - 経営学専攻（博士課程前期・後期）
    - 横浜ビジネススクール（経営学専攻社会人専修コース、経営大学院）

## 著名な出身者

### 政治、行政
- 海老根靖典 - 元藤沢市長、元藤沢市議会副議長
- 平田竹男 - 内閣官房参与、早稲田大学教授、日本サッカー協会名誉副会長
- 高橋満 - 元厚生労働省職業安定局長、元福岡県労働部長
- 北村一郎 - 栃木県副知事、東京2020オリンピック聖火リレー栃木県実行委員会会長
- 関谷保夫 - 元東京都副知事、元東京都人事委員会委員長、元東京臨海高速鉄道社長
- 村松明典 - 東京都総務局長、元東京都中央卸売市場長
- 小野申人 - 第9代府中市長、元府中市議会議長
- 石橋直季 - 東郷町長

### 経済
- 飯島彰己 - 元三井物産社長、日本銀行参与、元日本経団連副会長
- 飯塚正 - ジュンテンドー社長、島根県経営者協会常任幹事
- 池田博之 - 元近畿大阪銀行社長、りそな銀行副会長、関西経済同友会代表幹事
- 石丸幸人 - アディーレ法律事務所設立者・元代表、弁護士、医師
- 出原隆史 - 元創通社長、アニメーションプロデューサー（ガンダムシリーズ）
- 梅田優祐 - ニューズピックス創業者・会長CEO、ユーザベース創業者・CEO
- 大川正男 - 元日本エム・ディ・エム社長、元中央青山監査法人代表社員
- 大谷隆男 - 秩父鉄道社長、日本民営鉄道協会副会長
- 大野智弘 - Kudan創業者・代表取締役、元SN Systems日本法人代表取締役
- 觀恒平 - 元有限責任監査法人トーマツ包括代表
- 黒田則正 - 元みずほ信託銀行会長、元みずほ国際交流奨学財団理事長
- 黒野友之 - 名鉄百貨店社長、元伊良湖リゾート社長、元博物館明治村所長
- 郡山明久 - 鹿児島銀行頭取、九州フィナンシャルグループ会長
- 坂田保之 - KPPグループホールディングス社長兼COO
- 征矢真一 - 元ポッカサッポロフード＆ビバレッジ社長
- 雜賀克英 - 東急コミュニティー会長・元社長、東急不動産ホールディングス執行役員・元副社長
- 妹尾輝男 - 元コーン・フェリー日本代表
- 高島淳 - PwC税理士法人代表
- 西村慶介 - キリンホールディングス副社長
- 穂刈正樹 - フリーランス社長、ゲーマー
- 林尚樹 - 元CBCテレビ社長・副会長
- 山口正明 - 東洋エンジニアリング会長
- 林森成 - 元日興シティグループ証券社長兼CEO、元シティバンク香港会長
- 茂谷武彦 - エックスネット社長
- 山内一洋 - 元ジブラルタ生命保険社長兼CEO
- 吉田芳明 - アドバンテスト社長兼グループCEO
- 和田幸子 - タスカジ創業者・社長、慶應義塾大学教授、日経ウーマン・オブ・ザ・イヤー働き方改革サポート賞

### マスコミ
- 秋庭俊 - 元テレビ朝日ディレクター
- 阿部哲子 - 元日本テレビ放送網アナウンサー、女優
- 飯田浩司 - ニッポン放送アナウンサー
- 渡辺和昭 - 日経ラジオ社取締役
- 中込真理子 - 元山梨放送アナウンサー
- 澁谷祐太朗 - 宮崎放送アナウンサー

### 研究
- 秋葉賢一 - 公認会計士、早稲田大学教授、元財務会計基準機構企業会計基準委員会主席研究員
- 石田晴美 - 会計学、文教大学経営学部教授、東京都都政改革アドバイザリー会議（政策評価分科会）会長
- 泉宏之 - 会計学、横浜国立大学教授、日本簿記学会会長、日本簿記学会学会賞
- 井上正 - 経営学、早稲田大学教授
- 井上達彦 - 経営学、早稲田大学教授、経営情報学会論文賞
- 岩城秀樹 - 経済学、元京都大学教授
- 大森明 - 会計学、横浜国立大学教授、元会計検査院特別研究官
- 大藪俊哉 - 会計学、横浜国立大学名誉教授、元日本簿記学会会長
- 加藤ジェームズ - 安全保障・プロパガンダ研究者
- 城戸康彰 - 経営学、産業能率大学経営学部教授、経営行動科学学会元会長
- 小山嚴也 - 経営学、関東学院大学学長
- 中條祐介 - 横浜市立大学教授
- 中村博之 - 会計学、横浜国立大学教授、日本原価計算研究学会副会長、元ポワティエ大学招聘教授
- 新倉貴士 - 経営学、法政大学教授、日本商業学会副会長
- 長谷川光一 - 経営学、大阪工業大学知的財産専門職大学院准教授
- 長谷川直哉 - 経営学、法政大学教授
- 林徹 - 経営学者、長崎大学教授
- 原俊雄 - 会計学、横浜国立大学教授、日本簿記学会副会長、日本簿記学会学会賞
- 氷鉋揚四郎 - 環境学、筑波大学名誉教授、元国際地域学会会長、元日本地域学会会長、元日本環境共生学会会長
- 日高千景 - 経営史、慶應義塾大学教授
- 松井美樹 - 経営学、横浜国立大学名誉教授、元オペレーションズマネジメント＆ストラテジー学会会長
- 松下光司 - 経営学、中央大学大学院戦略経営研究科（中央大学ビジネススクール）教授
- 三友仁志 - 情報学、早稲田大学教授、情報通信学会会長
- 八木裕之 - 会計学、横浜国立大学教授
- 八木良太 - 経営学、流通経済大学教授
- 米澤康博 - 経済学、早稲田大学教授、元年金積立金管理運用独立行政法人運用委員長、エコノミスト賞

### 文化、芸能
- 島口大樹 - 小説家、群像新人文学賞
- 望公太 - ライトノベル作家、ノベルジャパン大賞金賞、GA文庫大賞優秀賞
- 吉川永青 - 小説家、野村胡堂文学賞、小説現代長編新人賞奨励賞
- 福田萌 - タレント、ミス横浜国大2006、Miss of Miss Campus Queen Contest審査員特別賞
- 小原加奈子 - 女優
- スーツ - YouTuber
- 加藤ジーナ - 元てれび戦士・タレント
- 増田雅昭 - 気象予報士、在学中にテレビ朝日「ニュースステーション」に出演